# Toshiko Akiyoshi
 (avril 2019).
Si vous disposez d'ouvrages ou d'articles de référence ou si vous connaissez des sites web de qualité traitant du thème abordé ici, merci de compléter l'article en donnant les références utiles à sa vérifiabilité et en les liant à la section « Notes et références ».
Toshiko Akiyoshi (秋吉 敏子, Akiyoshi Toshiko), japonaise née en Mandchourie puis émigrée américaine est une pianiste de jazz et chef d'orchestre. Née le 12 décembre 1929, elle étudie le piano classique.

## Biographie

### Les années d'apprentissage
De retour au Japon en 1946, elle s'initie au jazz. Elle travaille comme side woman, accompagnant parfois des Américains en tournée, puis fonde son premier groupe en 1953. Remarquée par des pianistes américains (en particulier Oscar Peterson), elle enregistre son premier disque en 1953. En 1956, elle poursuit ses études musicales à la Berklee College of Music de Boston, et continue à enregistrer, surtout en trio.

### Toshiko et Charlie
Elle rencontre en 1959 Charlie Mariano qu'elle épouse. Ils se produisent ensemble aux États-Unis et au Japon et enregistrent quelques disques. Parallèlement, elle dirige diverses formations de solistes japonais, jusqu'au grand orchestre (1956). C'est aussi avec une grande formation qu'elle se produit au Town Hall en 1967.

### Toshiko et Lew
Divorcée, elle se marie avec le saxo ténor Lew Tabackin. Après leur premier disque (avec Kenny Dorham) en 1968 et un concert à Carnegie Hall en 1971 ils forment un grand orchestre sur la Côte Ouest puis à New York (1982). Elle alterne depuis productions en petites formations et direction de big bands à personnel très variable (avec Tabackin comme seul pivot constant), enregistrant fréquemment, tout d'abord à Los Angeles, puis à New York, sous son nom et sous celui de son mari, se produisant dans de nombreuses tournées et festivals. Elle joue même en compagnie d'orchestres symphoniques (North Carolina Symphony Orchestra (1992), Hawaii Symphony Orchestra (1993), Portland Symphony (1996) interprétant certaines de ses compositions.

## Style
Au piano, cette disciple de Bud Powell, a su enrichir ce style et le rendre personnel par un mélange d'intensité et de douceur, de rigueur et de sensibilité.
On retrouve cette même antithèse dans ses arrangements et interprétations pour grand orchestre, influencés à la fois par Gil Evans (unissons d'instruments de sections différentes) et par Duke Ellington et Thad Jones (puissance du jeu en section), et de Charlie Mingus (dans l'orchestre duquel elle a joué pour quelques enregistrements) entre bebop et mainstream. La délicatesse parfois méditative, soulignée parfois par l'emploi d'instruments japonais) de certaines introductions (flûte et sourdines) éclate en orages maîtrisés (tutti de tous les cuivres et Rythme (solfège)s appuyés, riffs puissants et solis volubiles valorisés par une alternances de doux legato de tout l'orchestre, de relances vigoureuses et de chorus seulement accompagnés de la section rythmique).
Elle aime le contraste des timbres d'instruments et recourt parfois à des éléments du patrimoine musical japonais. Mais qui marque surtout son écriture, c'est le phrasé de masse, la légèreté des ensembles.
Cet orchestre apparaît dans le film documentaire « Jazz is my Native Language » (1983).
Toshiko Akiyoshi a écrit une autobiographie (« Life with jazz »), pour ceux qui lisent le japonais ou le coréen.
Au sommet de sa carrière, elle déclare : « J'espère que mon travail possède plus de profondeur et de qualité que de notes. Et j'espère que ma musique est plus exigeante que celle que j'ai pu écrire 20 ans auparavant. » ("I would hope that my work might have more substance and more quality rather than quantity of notes. And I hope the notes I produce today are more selective than 20 years ago.")

## Discographie
- Toshiko's piano 	(1953) 	(Norgran)
- Toshiko 	(1953) 	(Verve)
- The Toshiko trio 	(1954) 	(Storyville)
- Toshiko Akiyoshi: her trio, her quartet 	(1956) 	(Storyville)
- Amazing Toshiko Akiyoshi 	(1957) 	(Verve)
- The many sides of Toshiko (1957) 	(Verve)
- United notions 	(1958) 	(Metrojazz)
- Toshiko Mariano 	(1960) 	(Candid)
- Toshiko Mariano quartet 	(1961) 	(Candid)
- Toshiko-Mariano quartet 	(1963) 	(Takt Jazz)
- Country & western jazz piano's 	(1963) 	(Dauntless)
- Toshiko & modern jazz 	(1964) 	(Denon)
- Toshiko Mariano & her big band 	(1965) 	(Vee-Jay)
- Toshiko Mariano & her big band recorded in Tokyo 	(1965) 	(Vee-Jay/Fresh Sounds)
- At the top of the gate [live] 	(1968) 	(Denon)
- Kogun 	(1974) 	(RCA)
- Tales of a courtesan 	(1975) 	(RCA)
- Road time 	(1976) 	(RCA)
- Insights 	(1976) 	(RCA)
- March of the tadpoles 	(1977) 	(Ascent)
- Dedications 	(1977) 	(Inner City)
- Toshiko Akiyoshi-Lew Tabackin big band live at Newport 	(1977) 	(RCA)
- Tribute to Billy Strayhorn 	(1978) 	(Jazz America)
- Salted ginko nuts 	(1978) 	(Ascent)
- Notorious tourist from the east 	(1978) 	(Inner City)
- Sumi-e 	(1979) 	(Insights)
- Farewell to Mingus 	(1980) 	(Jazz America)
- Farewell 	(1980) 	(Ascent)
- Tanuki's night out 	(1981) 	(JAM)
- European memoirs 	(1982) 	(Ascent)
- Ten gallon shuffle 	(1984) 	(Ascent)
- Wishing peace 	(1986) 	(Ken Music)
- Remembering Bud: Cleopatra's Dream    (1990)   (Evidence)
- Carnegie hall concert [live] 	(1991) 	(Columbia)
- Shio ginnan 	(2001) 	(BMG International)
- Hiroshima: rising from the abyss 	(2003) 	(True Life)